# آلي غرين (بيدفوردشير)
آلي غرين (بالإنجليزية: Aley Green)‏ هي قرية تقع في المملكة المتحدة في شرق إنجلترا.